# Religioni in Angola
Cattoli...Protestan...Altre confes...Religioni trad...Altre religioniAgnostici/AteiCattolicesimoProtestantesimoAltre confessioni cristianeReligioni tradizionaliAltre religioniAgnostici/Atei

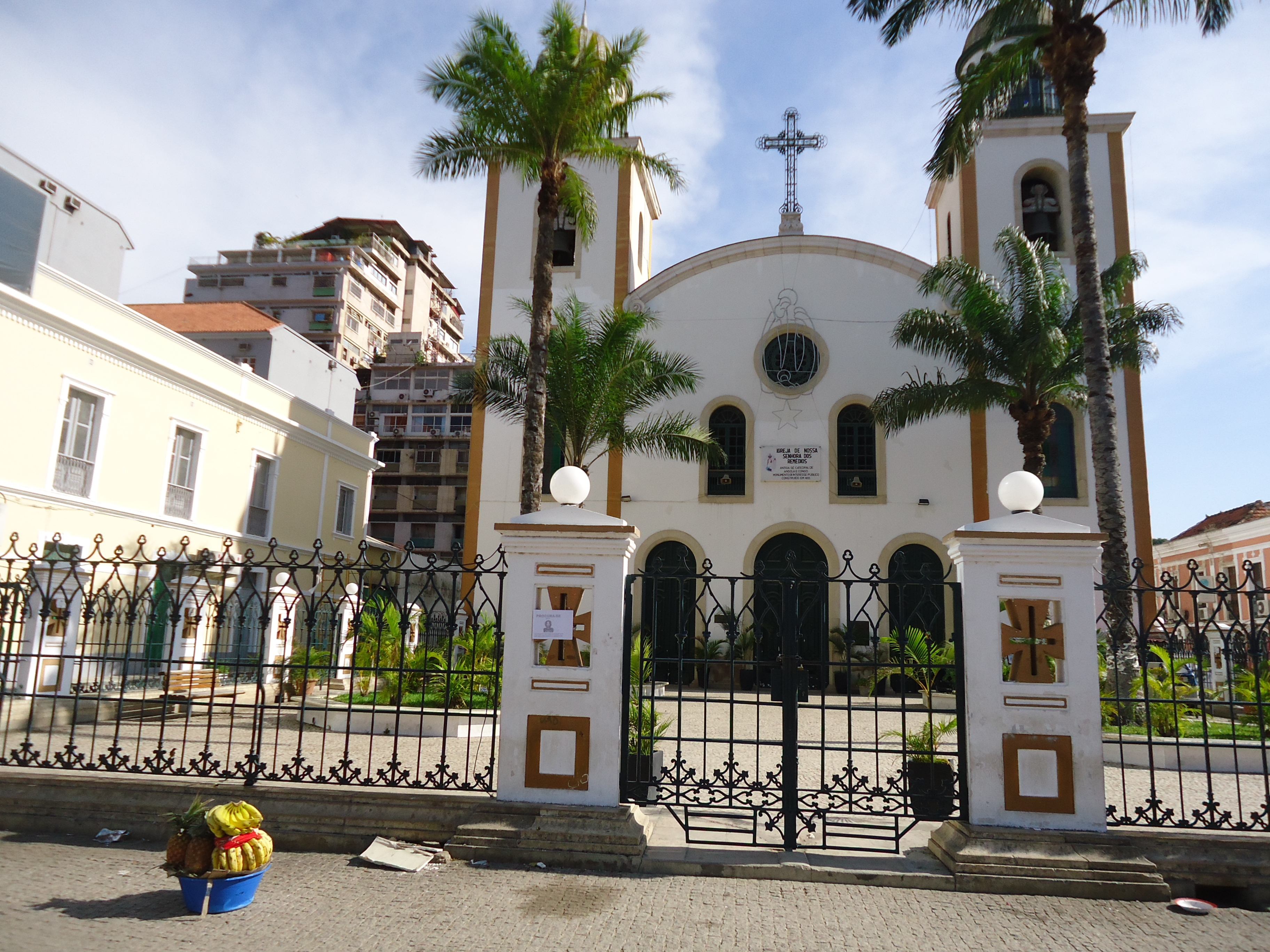
Una cattedrale cristiana a Luanda.

La valenza delle religioni in Angola è ampia e variegata, con più di mille comunità di fede sparpagliate in tutto il paese e per la maggior parte dei quali si può utilizzare la denominazione di cristiani, con il cattolicesimo che viene a costituire all'incirca la metà della popolazione. Altri gruppi di cristiani appartengono a correnti del protestantesimo e comprendono i seguaci del battismo, del metodismo, del congregazionalismo, del luteranesimo ed infine del calvinismo e dell'avventismo. Assieme ad altri gruppi non-protestanti (come i Testimoni di Geova), tutte queste denominazioni rappresentano circa un terzo  della popolazione.
A seguito dell'indipendenza dai portoghesi conquistata nel 1975, numerosi aderenti al pentecostalismo e dell'evangelicalismo hanno dato vita a numerose comunità, sorte assieme al altre di tipo indigeno, la più importante delle quali è la Chiesa universale del regno di Dio di provenienza brasiliana. Esistono inoltre due "Chiese cristiane africane" che seguono il sincretismo, il Kimbanguismo che ha la sua origine in quella che è l'attuale Repubblica Democratica del Congo, e la fede indigena Tokoist.
All'interno dell'Angola si trova anche una piccola minoranza di fede islamica, composta prevalentemente da seguaci del sunnismo immigrati da diversi altri paesi africani. Alcuni angolani, soprattutto nelle società rurali più remote, professano le religioni africane tradizionali; ma queste credenze sussistono anche in una parte sostanziale di coloro che si sono convertiti al cristianesimo.